# Futari Ecchi
Futari Ecchi (ふたりエッチ,), també conegut per altres noms com a Manga Sutra, Step Up Love Story, Manga Love Story o Futari Hetchi, és un manga de Katsu Aki.
El manga, d'estil hentai, combina elements pornogràfics amb estadístiques informatives. El títol Futari Ecchi (perversió entre dues persones) és un joc de paraules amb el terme japonès hitori ecchi (perversió d'una persona), que es refereix a la masturbació. Aquest manga va ser un èxit de vendes i és famós per ser una història combinada amb guia d'instruccions.
Dos volums de la història se centren en la sexualitat de la dona, anomenada Futari Ecchi per a dones, i hi ha un llibre d'art titulat Yura Yura. Una sèrie d'anime OVA de quatre episodis que va ser produïda entre 2002 i 2003. A Alemanya, tant el màniga i l'anime van ser canviats el nom com a Manga Love Story. A Espanya el manga va ser publicat per Ediciones Mangaline sota el títol de Yura y Makoto.

## Argument
Futari Ecchi és una història sobre una parella de joves, Makoto i Yura Onoda, que es casen amb 25 anys, en un matrimoni acordat, sent tots dos verges. Yura i Makoto són un matrimoni feliç, però com cap d'ells té experiència sexual, busquen l'ajuda dels seus familiars, amics i els mitjans de comunicació. Si bé el seu coneixement sexual és cada vegada més gran, els moments compromesos són molt freqüents per a la jove i innocent parella.